# Емануїл Джані-Русет

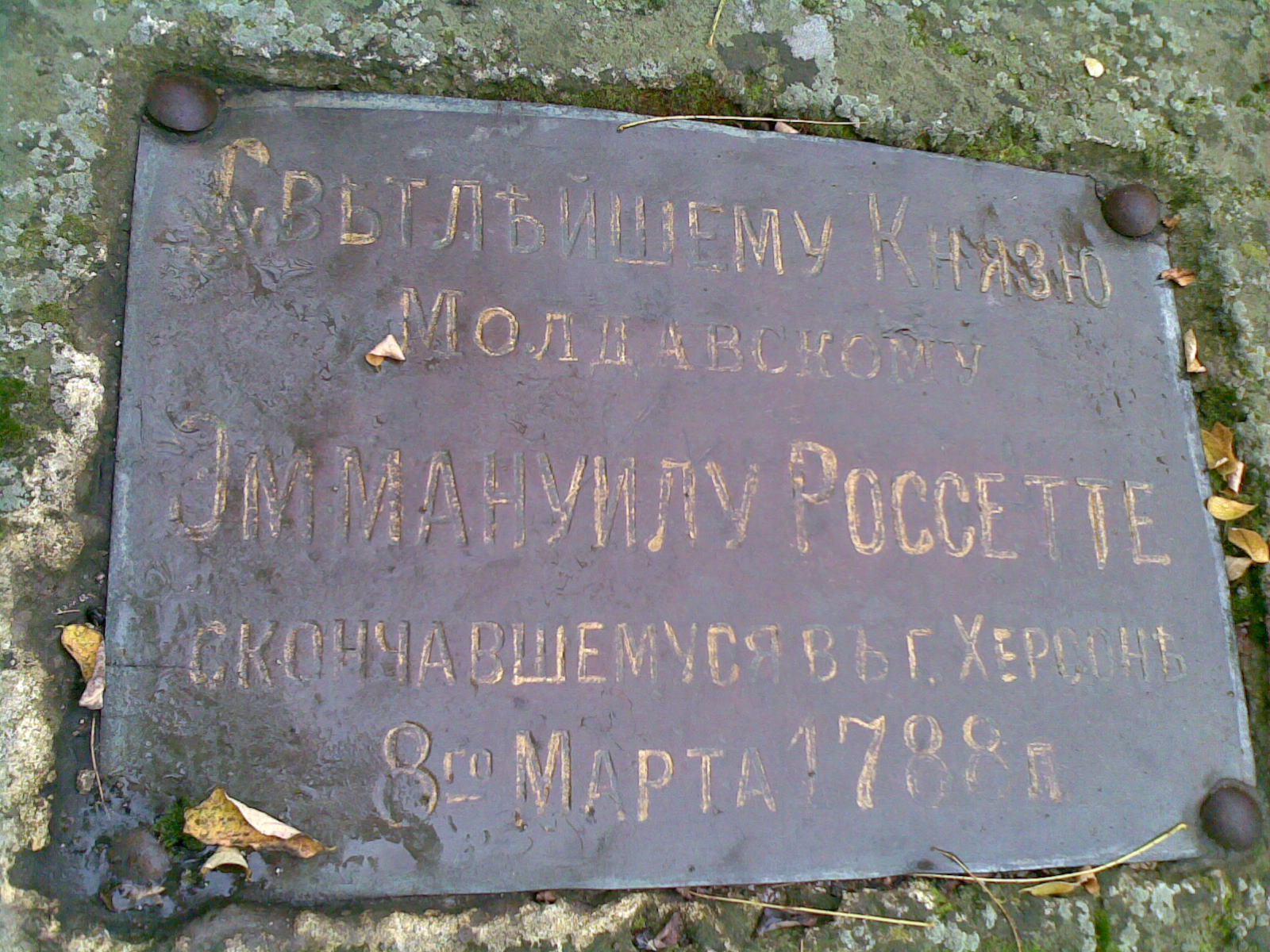
Могила Джан-Русет в Херсоні

Емануїл Джані-Русет (рум. Emanuel Giani-Ruset; 1715–1794) — господар Молдавського князівства від травня по жовтень 1788 рр. Фанаріот та господар Валахії.
Від 1788 по 1791 роки Молдовське князівство керувалось Російською військовою адміністрацією.

## Біографія
Молдовський князь, який перебував на турецькій службі. За національністю грек.
Народився 1715 року.
Перебував на військовій службі у збройних силах Турецької імперії. Ініціативний та хоробрий офіцер привернув до себе увагу султана й 1755 року останній призначає його сардарем Кишинева (командуючим польовою армією).
Правитель Валахії від травня 1770 по жовтень 1771.
11 травня 1788 року був призначений господарем Молдови.
Після падіння Очакова перейшов на сторону Російської імперії. Оселився в Херсоні.

### Цікавий факт
На могильній плиті Джані-Русет вказано дату 8 березня 1788 року, що імовірно є помилкою, оскільки господарем він був з травня по жовтень 1788 року.
Грек Емануїл Джані-Русет, він же молдовський князь Емануїл Россете, помер 8 березня 1794 року в Херсоні. Йому було 79 років. За чотири дні з відповідним пошануванням князя було поховано в огорожі Спаського собору. В 70-их роках XIX століття під час реставрації надгробку князя було встановлено бронзову плиту, на якій помилково зазначено рік смерті — 1788.